# Xoridesopus annulicornis
Xoridesopus annulicornis är en stekelart som beskrevs av Cameron 1907. Xoridesopus annulicornis ingår i släktet Xoridesopus och familjen brokparasitsteklar. Inga underarter finns listade i Catalogue of Life.